# Васильев, Константин Иванович
Константи́н Ива́нович Ва́сильев (6 мая 1967, город Арзамас-16 Горьковской области — 23 октября 2002, Дом культуры ОАО «Московский подшипник», Москва) — подполковник юстиции.

## Биография
В 1984 году окончил школу № 20 в городе Сарове. После окончания школы поступил в Краснодарское высшее военное командное училище ракетных войск. После училища служил в соединениях ракетных войск в Иркутске и Чите. В 1997 году поступил в Военный университет Министерства обороны. Окончил его с отличием. Было присвоено звание подполковник юстиции.
С 2000 года проходил службу в Москве в системе Военных судов.

### Подвиг
Вечером 23 октября 2002 года, услышав о захвате чеченскими террористами зрителей «Норд-Оста» в качестве заложников, Васильев в военной форме, со служебным удостоверением прошёл через оцепление и войдя в здание, вступил в переговоры с террористами. Он надеялся, что террористы захотят иметь в заложниках чиновника юстиции и, видимо, надеялся ценой своей жизни спасти других.
Боевики не поверили, что он пришёл сам, чтобы предложить себя в качестве заложника за других, и расстреляли его.
26 октября 2002 года, после штурма театрального центра, тело Васильева с шестью пулевыми ранениями нашли в подвальном помещении.

## Семья
Жена Наталья.
Дочь Анастасия. Окончила Российскую Академию Правосудия при Верховном и Высшем Арбитражном судах РФ.

## Награды
Посмертно награждён орденом Мужества.

## Память
- Про Константина Васильева снят фильм «Русский офицер», рассказывающий о его подвиге.
- Именем Константина Васильева назван сквер в Сарове.